# Techno
Ne doit pas être confondu avec Tekno.
Pour les articles homonymes, voir Techno (homonymie).
Sous-genres
Acid techno, acidcore, tribe, tribecore, ambient techno, minimal techno, tech house, dub techno, ghettotech, maximal techno
Genres dérivés
IDM, techno hardcore, trance
Genres associés
Ambient, electro, house music rap rock
La techno est un genre de musique électronique ayant émergé aux États-Unis au milieu des années 1980. Le plus souvent composée en home studio et réinterprétée par des disc jockeys lors de pratiques festives, la techno est avant tout une musique de danse, par essence répétitive. Sa gestation se fait en parallèle de l'apparition de la house music à Chicago, mais la techno s'inspire plus volontiers encore de l'electro et de la new wave, ainsi que de la soul, du funk et des thèmes musicaux futuristes qui prévalaient dans la culture populaire, notamment de l'Amérique industrielle de la fin de la guerre froide. Au cours des années 1990, la techno se développe en véritable culture musicale grâce à l'accueil que réservent l'Angleterre et surtout l'Allemagne aux artistes de Détroit.
Stylistiquement, la techno est une musique instrumentale[réf. nécessaire] généralement répétitive, souvent produite pour des mixsets. La presse spécialisée et les connaisseurs de musique techno utilisent différemment ce terme parfois pour décrire les musiques tech house et trance. La « techno » est souvent confondue avec les autres termes généralistes de musique électronique et dance,.

## Histoire

### Origines

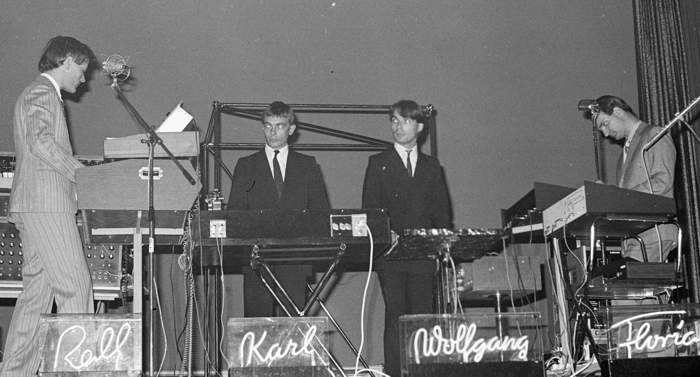
Kraftwerk en 1976 en concert à Zurich, en Suisse.

Le passé musical de la ville de Détroit est particulièrement riche, notamment symbolisé par le label Motown qui fit d'elle, entre 1959 et 1971, l'épicentre de la soul et du funk aux États-Unis. Si les pionniers de la techno revendiquent cet héritage, ils précisent néanmoins que certains groupes européens ont joué un rôle capital, au premier rang desquels se trouve sans aucun doute le groupe allemand Kraftwerk,. Il est aussi utile de rappeler l'apport essentiel de l'ingénieur américain Robert Moog et également de sa condisciple Wendy Carlos à travers, entre autres, les expérimentations sonores qu'ils proposent dès 1968 avec l'album Switched-On Bach.
En France, un musicien comme Richard Pinhas propose, dès 1974, des « variations » électroniques d'une troublante modernité. Mais formé en 1970, le groupe allemand Kraftwerk est cité à juste titre comme l'influence déterminante des artistes ayant donné naissance à la techno en tant que telle. Si l'ensemble de la discographie de Kraftwerk connait un succès mondial, deux disques symbolisent plus particulièrement toute l'importance du groupe dans la genèse de la techno. Tout d'abord Autobahn, issu de l'album éponyme paru en novembre 1974, qui tout au long de ses 22 minutes expose déjà la plupart des éléments musicaux présents dans la future techno. Ensuite, c'est l'album Trans Europe Express paru en 1977, avec lequel entrent en contact Juan Atkins, Derrick May et Kevin Saunderson par l'intermédiaire de l'émission de radio Midnight Funk Association présentée par Charles « The Electrifying Mojo » Johnson entre 1977 et 1980, qui diffuse entre autres Trans Europe Express dans son intégralité, ou le morceau Spacelab tiré de The Man-Machine dont l'introduction propose un beat ultra rapide, rarement atteint à cette époque.

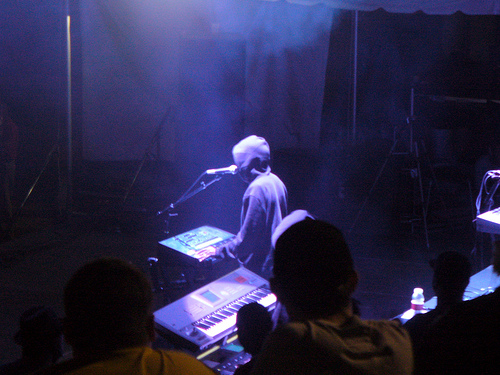
Juan Atkins au DEMF aux États-Unis en 2007.

À l'écoute de The Electrifying Mojo, Atkins, May et Saunderson, trois amis surnommés « The Belleville Three » du nom de l'école secondaire où ils se sont rencontrés, sont ainsi exposés non seulement à Kraftwerk, mais aussi à Giorgio Moroder, Tangerine Dream, Yello et bien d'autres artistes de cette grande avant-garde européenne, sans oublier des artistes américains tels Prince, Sylvester (et son mixeur Patrick Cowley), The B-52's ou George Clinton, ainsi qu'à l'ensemble du catalogue de la Motown. Atkins, May et Saunderson citent tous trois l'émission Midnight Funk Association comme le déclic les ayant conduit à produire cette nouvelle musique bientôt appelée techno et Atkins ajoute avoir entendu en Kraftwerk l'expression musicale concrète de l'ère électronique naissante. Au regard de l'histoire, c'est en formant le duo Cybotron qu'Atkins synthétise l'ensemble des influences reçues de The Electrifying Mojo et crée une musique qui, si elle est encore proche de celle de Kraftwerk, prend cependant ses distances notamment par l'abandon définitif de la structure chanson (introduction/couplets/refrain…).
La techno naît symboliquement en 1985 avec la création par Atkins du label indépendant Metroplex, suivi des labels Transmat (mai 1986) et KMS (1987, Saunderson). Si la musique d'Atkins est toujours restée très cérébrale, May et Saunderson donnent à la techno son caractère explicitement dansant et festif. Jouée lors d'émissions de radio quotidiennes ou lors de fêtes plus confidentielles dans des clubs d'écoles secondaires de Détroit, la techno devient une musique de rassemblement et de fête mais son succès, qui reste longtemps confiné à sa ville d'origine, ne la dénature pas encore. Quelques clubs plus formels font leur apparition, notamment le Music Institute dans le centre-ville de Détroit, fondé entre autres par May. Même s'il n'a pas été d'une grande longévité, ce club a connu une renommée internationale grâce aux prestations de ses DJ mixant des nuits durant et à son bar ne servant que des jus de fruits et des smart-drink (boissons sans alcool). C'est au Music Institute qu'un Richie Hawtin, par exemple, fait ses premières armes.

### De Détroit à Berlin

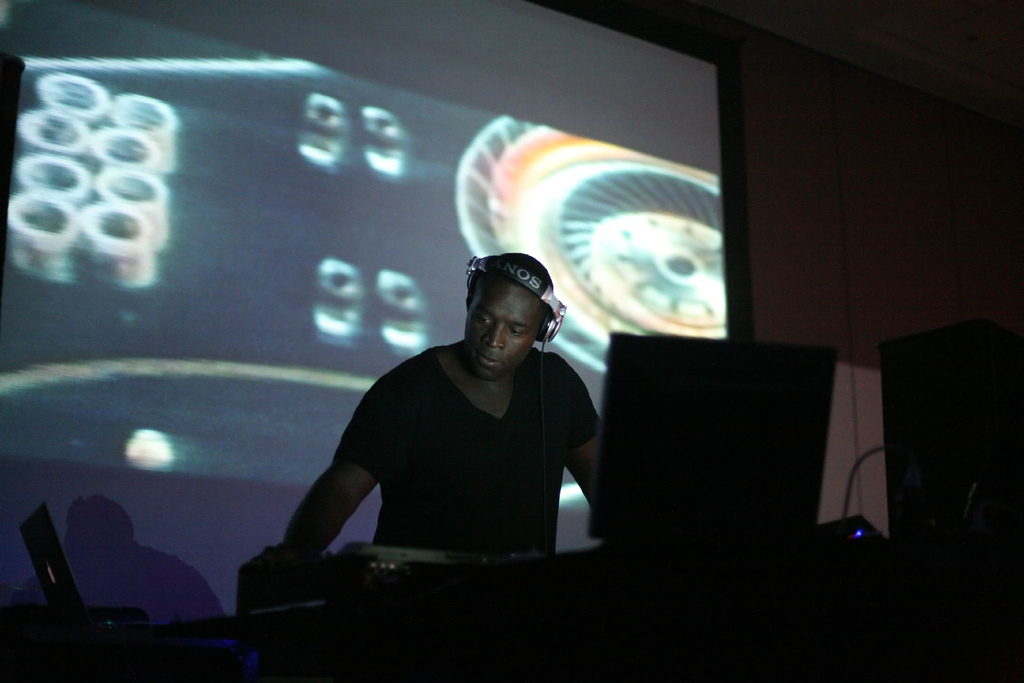
Kevin Saunderson à Melbourne, en Australie (2006).

Les producteurs de musique utilisent le terme « techno » de manière généralisée à partir de 1984, avec le morceau Techno City de Cybotron,. Des références sporadiques à une « techno-pop » bien mal définie ne peuvent être trouvées dans la presse musicale vers le milieu des années 1980. Mais ce n'est qu'avec la sortie de la compilation Techno! The New Dance Sound of Detroit sur le label Virgin en 1988 que le mot commence à avoir le sens officiel actuellement connu. Cependant, le crédit du terme « techno » peut être alloué à un DJ et propriétaire de magasin de disques allemand, Talla 2XLC (de), qui l'utilisait déjà dans son magasin en 1982 pour désigner un genre musical. Son groupe musical, le Moskwa TV (de), faisait d'ailleurs partie des groupes présentés par l'émission Midnight Funk Association. Rétroactivement, des œuvres telles que le morceau ShareVari de A Number of Names (1981), les premières œuvres de Cybotron (1981), le morceau I Feel Love de Donna Summer produit par Giorgio Moroder (1977) et les morceaux dansants du répertoire de Kraftwerk (entre 1977 et 1983), sont qualifiés[Par qui ?] de techno, puis d'electro en ce qui concerne A Number of Names et Cybotron. Ces morceaux disco-électro partageaient avec la techno une utilisation intrinsèque de rythmiques électroniques et leur popularité sur les pistes de danse.
Dans les années qui suivent la sortie de la compilation Techno! The New Dance Sound of Detroit, cette musique est décrite par la presse musicale dance comme le pendant house de Détroit, au son plus high-tech et plus mécanique. Car, si leurs contextes d'émergence sont distincts et autonomes, la musique techno s'appuyait cependant sur les mêmes structures que la musique house émanant à la même époque de Chicago, bien que celle-ci ait été plus proche de la soul, plus sobre et d'un style plus directement issu du disco. De plus, le succès de la house hors de sa ville d'apparition fut bien plus précoce et considérable, ce qui explique que cet amalgame se soit fait au détriment de la techno. Les producteurs de musique de l'époque, en particulier Derrick May et Kevin Saunderson, avouent avoir été fascinés par la scène de Chicago et avoir été influencés par la house en particulier[réf. nécessaire]. Cette influence est particulièrement évidente avec les morceaux de la compilation Techno! The New Dance Sound of Detroit, de même que dans plusieurs des compositions et des remixes qu'ils ont produits entre 1988 et 1992. Par exemple, le classique Strings of Life de Derrick May (sorti sous le pseudonyme Rhythim Is Rhythim) est considéré comme un classique à la fois de la musique house et de la musique techno,. Il est également évident[réf. nécessaire] que la musique house a subi des influences de la musique techno.

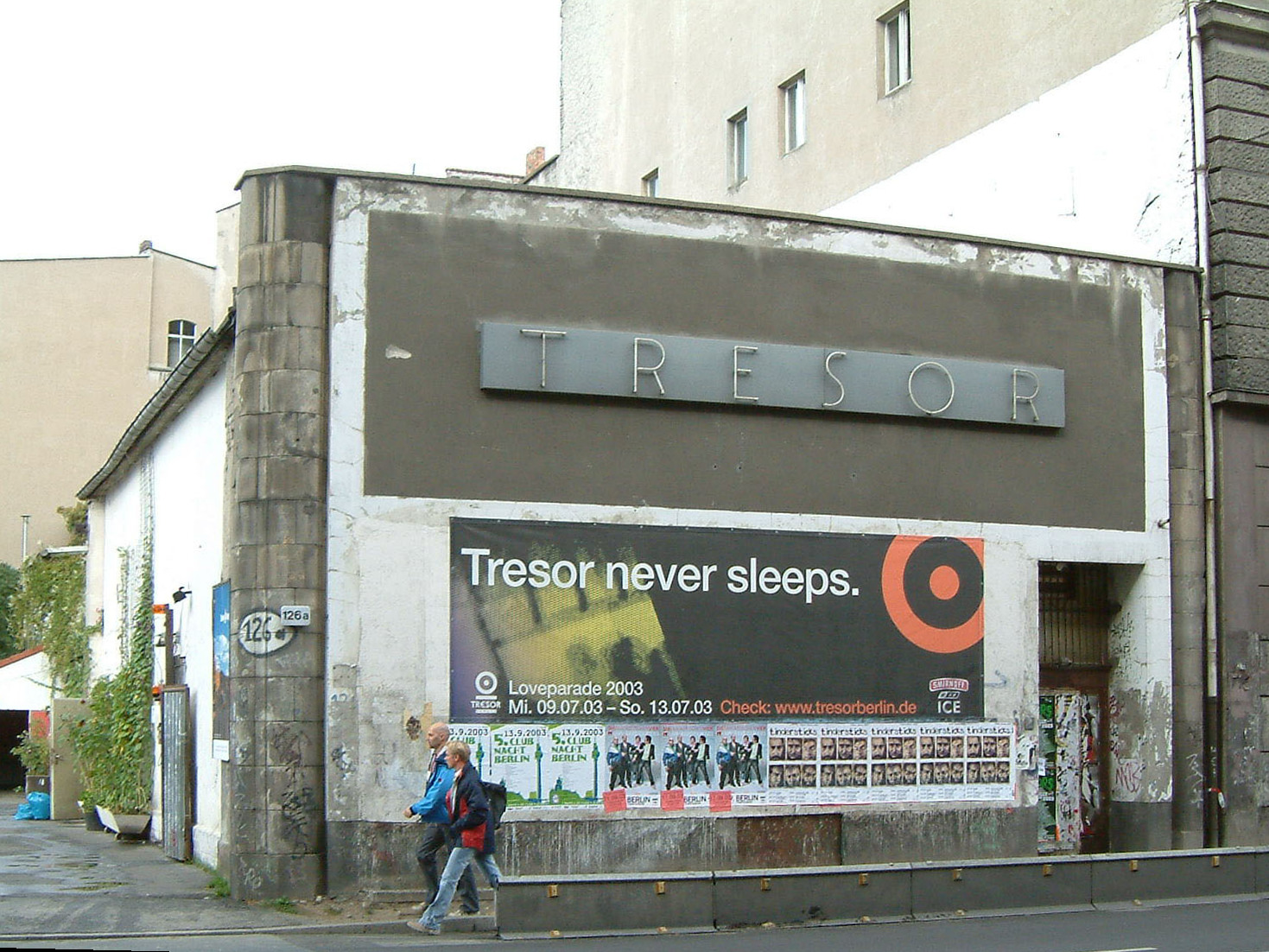
Tresor, club underground de Berlin, en Allemagne.

La musique techno est perçue par ses fondateurs (et par les producteurs qui commençaient à s'y intéresser) comme la cristallisation d'une certaine peur du futur post-industriel et d'une colère face à l'insécurité grandissante qu'elle engendrait[réf. nécessaire]. Cette philosophie l'accompagne alors qu'elle se diffuse en Europe à la fin des années 1980, notamment à Berlin (par l'intermédiaire du club et label Tresor) et Manchester (par l'intermédiaire de l'Haçienda) dont les contextes socio-économiques ne sont pas sans rappeler celui de Détroit. Dans un premier temps, la techno est mise en avant par ces clubs qui — en s'adaptant aux goûts du public dans l'organisation de leur soirée et en sélectionnant des disc-jockey qui jouaient une musique novatrice et éclectique — ont pu offrir un environnement favorable au développement de la scène locale de cette musique de danse. Au fur et à mesure que ces clubs gagnent en popularité, des groupes de DJ commencent à se rassembler et à proposer leur talent de mixeur et leur sound system (sous des noms comme Direct Drive et Audio Mix) de manière à amener un auditoire toujours grandissant à écouter leur musique. Des endroits aussi variés que des salles paroissiales, des entrepôts désaffectés, des bureaux et des auditoriums de YMCA sont les lieux de rassemblement d'une foule de jeunes qui voit naître ce genre musical. May décrit la techno de Détroit comme « la rencontre de Kraftwerk et George Clinton coincés dans un ascenseur avec seulement un séquenceur pour leur tenir compagnie. »

### Scène techno allemande
L'engagement de l'Allemagne avec la musique underground américaine s'est faite en même temps qu'au Royaume-Uni durant les années 1980. En 1987, une fête allemande inspiré par le son de Chicago s'établit. L'année suivante (1988), l'acid house se popularise massivement auprès des Allemands. En 1989, les disc-jockeys allemands Westbam et Dr. Motte fondent Ufo Club, une fête illégale, cofondée avec Love Parade. Après la chute du mur de Berlin le 9 novembre 1989, des soirées techno underground poussent comme des champignons à l'Est de Berlin, ainsi qu'une scène rave comparable à celle du Royaume-Uni. Paul van Dyk remarque l'impact important de la techno qui établit les connexions sociales entre l'Allemagne de l'Ouest de l'Est.
En 1991, de nombreuses soirées se popularisent, dont Ufo Club, et la scène techno berlinoise se centre elle-même à trois endroits différents : Planet (plus tard renommé E-Werk par Paul van Dyk), Der Bunker (haut lieu de la scène gabber berlinoise), et Tresor. À cette époque des DJs augmentent l'intensité et la vélocité du son techno, pour devenir plus tard du hardcore. DJ Tanith commente en ce temps que « Berlin a toujours été hardcore », hippie hardcore, punk hardcore, et maintenant un son house hardcore. Ce son émergeant serait influencé par le gabber néerlandais et le hardcore belge. D'autres influences sur le développement de ce style impliquent des groupes d'electronic body music (EBM) au début des années 1980 comme DAF, Front 242 et Nitzer Ebb.

### Évolution du phénomène musical

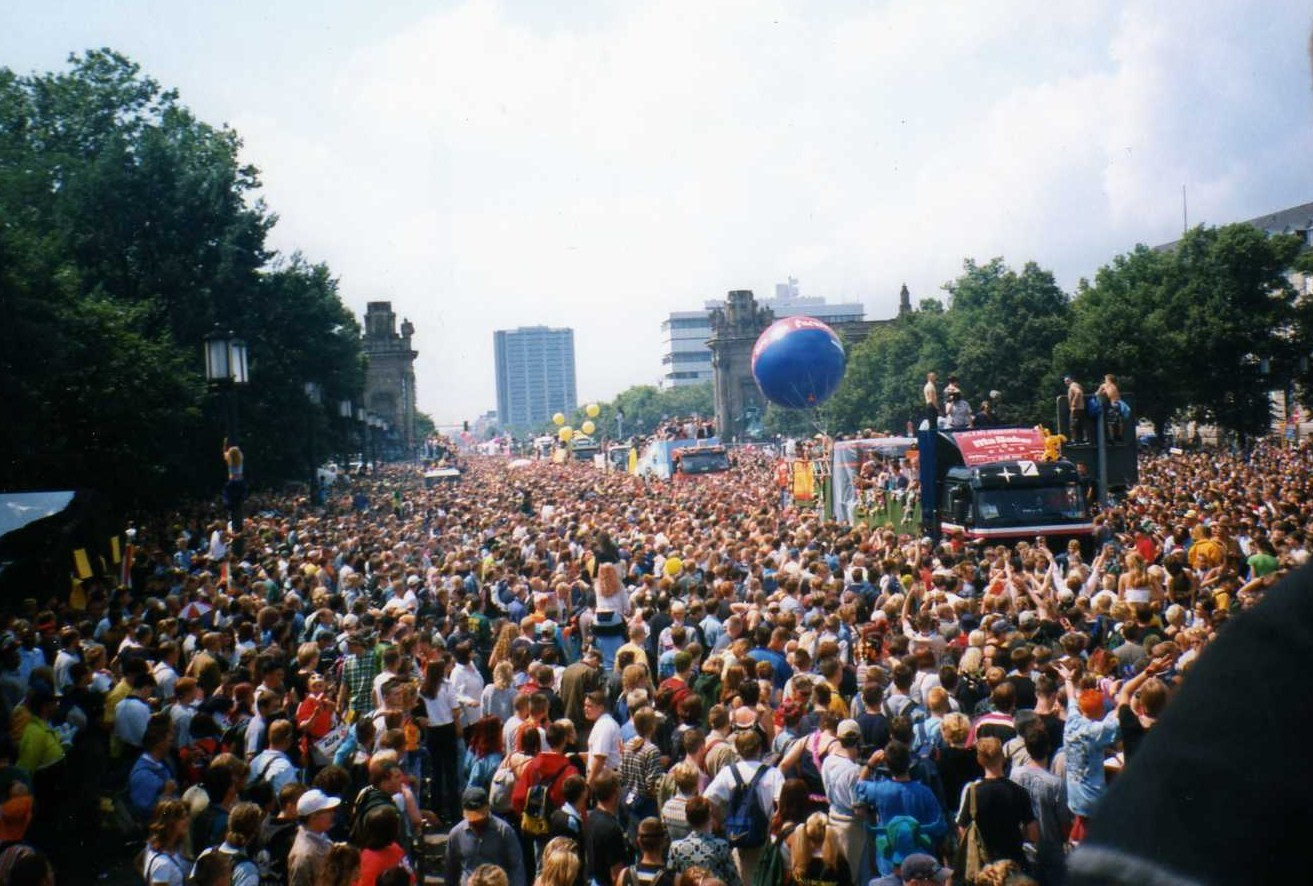
Love Parade à Berlin, en Allemagne (1998).

La diffusion de la techno hors de sa ville natale s'est principalement faite par l'intermédiaire du Tresor de Berlin, né comme l'ambassade européenne de la techno de Détroit, aussi bien en tant que label que comme club.
C'est également au Tresor que débutent de nombreux artistes allemands plus récents, comme Ellen Allien. Berlin sera la première ville à créer en 1989 la Love Parade (un défilé de chars diffusant de la musique techno qui rassemblera en quelques années des centaines de milliers de personnes), suivie en 1992 par la Street Parade de Zurich, en Suisse, puis par Paris en 1997 avec la Techno Parade, et quelques années plus tard par d'autres villes européennes. À la suite de cette explosion populaire, d'autres scènes locales apparaîtront un peu partout en Allemagne, par exemple à Francfort, où sera créé l’Omen par le DJ Sven Väth, et d'autres à Munich, Hambourg où Cologne.
En Angleterre, les premiers artistes de Détroit viennent se produire dès la fin des années 1980 au club l'Haçienda de Manchester, ville post-industrielle dont l'atmosphère d'abandon rappelle celle de Détroit. Beaucoup d'autres clubs ont vu le jour depuis, par exemple le Ministry Of Sound ou le Fabric à Londres, fondé par Keith Reilly et Cameron Leslie, inauguré en 1999. En France, le genre gagne d'abord les boîtes de nuit de Paris, en commençant par le Queen, le Rex Club et, plus tard, le Pulp et le Scorpion. Le Rex Club fut le premier « quartier général » de DJ tels que Laurent Garnier et Scan X.
En Europe de l'Est, la scène techno devient très active avec, notamment, la disc jockey Ukrainienne Miss Monique considérée comme l’artiste féminine la plus reconnue dans le sous-genre Progressive House Europe.

## Caractéristiques

### Production

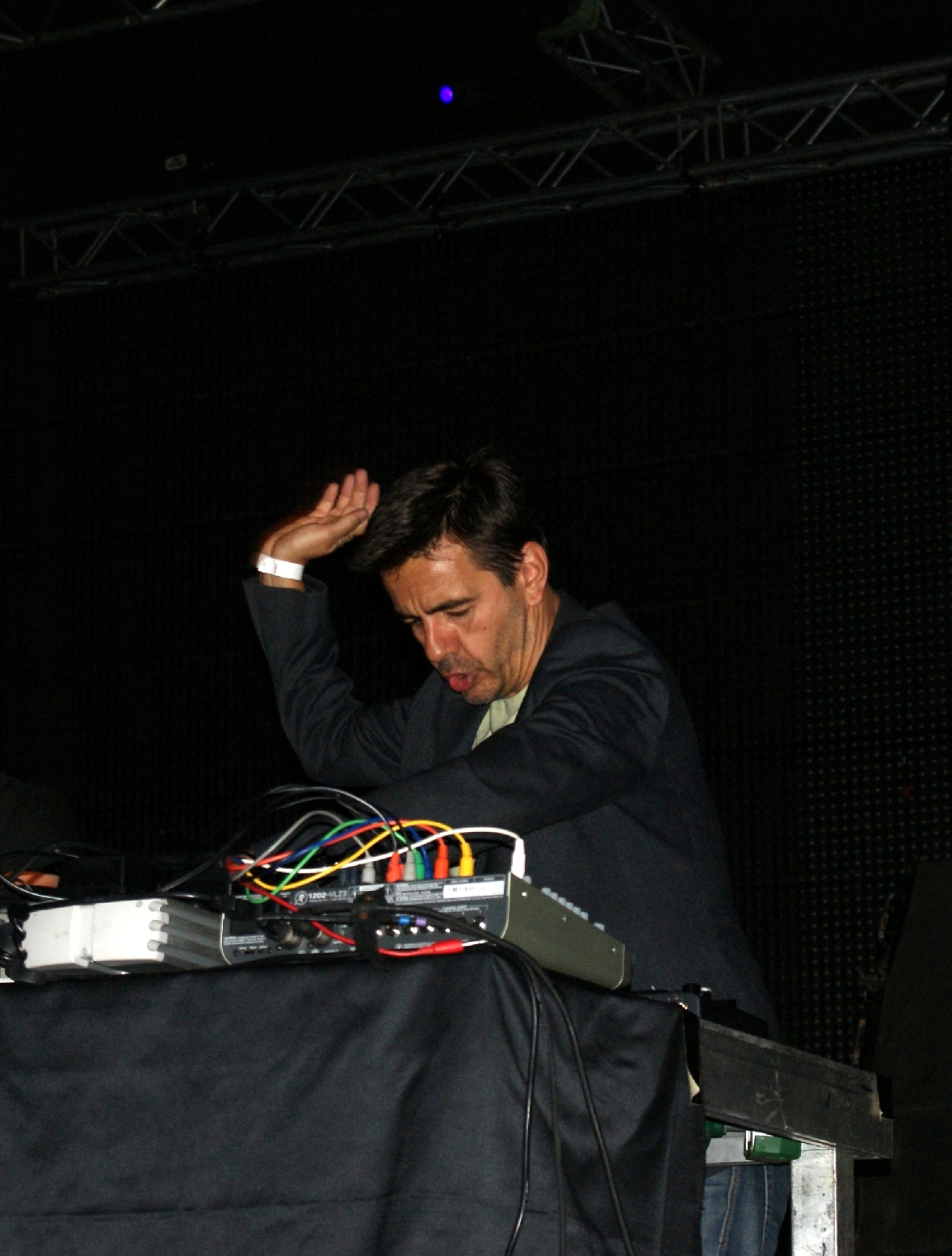
Laurent Garnier à l'Audioriver Festival (les 6 et 8 août 2010, à Płock en Pologne).

L'évolution d'un morceau techno se fait principalement par l'ajout ou le retrait de pistes sonores, suivant un cycle de quatre (ou multiple de quatre) mesures. La techno se distingue par son abondance de percussions, de sons synthétiques et d'effets réalisés en studio, sur une rythmique régulière (4/4) variant généralement entre 120 et 140 battements par minute. Les instruments analogiques qu'utilisent les pionniers de la techno de Détroit incluent des boîtes à rythmes comme le Roland TR-808 et le TR-909,.
Dans la techno de Détroit originelle, la plupart des compositions donnent une large place à la mélodie et à la ligne de basse, mais ce ne sont plus des éléments essentiels de la musique techno, comme c'est le cas pour d'autres musique de danse. Il est fréquent de rencontrer des morceaux techno les omettant entièrement. La musique techno est particulièrement adaptée au disc-jockeying, du fait qu'elle est principalement instrumentale et produite à des fins d'incorporation en continu dans une partie musicale comprenant différentes compositions entremêlées pendant de longs enchaînements synchronisés. Même si d'autres musiques de danse peuvent être décrites en ces termes, il reste que la musique techno a un son distinct qui fait qu'elle peut être très facilement reconnue par ses amateurs.
Le studio d'enregistrement et le home-studio utilisés par les compositeurs de musique techno peuvent être composés d'un seul ordinateur (ce qui est de plus en plus courant de nos jours) ou de plusieurs claviers, synthétiseurs, échantillonneurs, processeurs d'effets et console de mixage, le tout étant inter-relié. Si la plupart des musiciens techno utilisent une grande variété d'équipement et excellent à produire des sonorités et des rythmiques jamais entendues, ils semblent qu'ils restent assez souvent dans des frontières stylistiques établies par des contemporains, ce qui a pour conséquence l'apparition d'une foison de sous-genres (voir la liste de genres de musique électronique). Il y a plusieurs manières de faire de la musique techno, mais il est typique d'utiliser une technique de composition dérivée de l'instrumentation électronique, en particulier des séquenceurs. Même si on peut dire que cette technique prend ses sources dans les éléments structurels occidentaux (si on parle d'échelles, de rythmique, de métrique et plus généralement du rôle joué par chacun des instruments), on peut dire qu'elle se distingue des approches de composition traditionnelles, telles que l'appui du système de notation, du système tonal et de la mélodie ou la création d'accompagnements pour voix. Quelques-uns des morceaux techno les plus marquants peuvent se résumer en une utilisation ingénieuse de la boite à rythmes, en interaction avec différents types de réverbération et de filtres de fréquences, mélangés de telle sorte que l'on ne sait plus où le timbre de l'instrument se termine et où les différents effets commencent.
A la place des techniques de composition traditionnelles, le musicien techno (d'ailleurs souvent aussi producteur) utilise le studio électronique comme un seul grand et très complexe instrument de musique : un orchestre de machines interconnectées, dont chacune peut produire à la fois des timbres familiers ou extra-terrestres. Initialement, chaque machine était utilisée pour produire les motifs sonores répétitifs et continus qu'elle produit par défaut, selon les capacités et les limites des premiers séquenceurs. Au lieu de reproduire les arrangements que l'on peut réaliser avec des interprètes, le musicien techno est libre de mettre en place des combinaisons sonores irréelles. Cependant, un grand nombre de musiciens s'acharnent à produire un équilibre réaliste/irréaliste des arrangements et des timbres, facilitant la danse et l'écoute, plutôt qu'une démonstration de tous les extrêmes rendus possibles par ses machines. Une fois que le musicien a travaillé cette palette de textures, il recommence le travail en se concentrant cette fois non sur le développement de nouvelles textures mais sur l'arrangement de celles-ci. Selon la manière dont elles sont reliées, elles peuvent s'influencer les unes les autres, au fur et à mesure de la constitution des couches sonores (par exemple, être syncopées, puis en harmonie rythmique) et tout ceci peut être capté par le musicien sur la console de mixage. Il fait cela à l'aide de la console de mixage et du séquenceur, en ramenant à l'avant-plan ou en éloignant des différentes couches sonores, jouant avec les effets pour les rendre plus ou moins hypnotiques ou créer des combinaisons plus ou moins propulsives. Le résultat est une manipulation déconstructive du son, devant autant en quelque sorte à Claude Debussy et au futuriste Luigi Russolo qu'à Kraftwerk et Tangerine Dream[réf. nécessaire].
Les instruments électroniques permettent une approche différente de la composition qui ne repose plus uniquement sur une expression « simple » de l'harmonie mais une progression dans le grain, la résonance, le filtrage des sons qui évolueront tout au long des morceaux. Selon Derrick May : « Tout comme Détroit, la techno est une erreur complète. Comme si George Clinton et Kraftwerk se retrouvaient coincés dans un ascenseur... »

### Emploi abusif
Le terme « techno » est dérivé du mot « technologie ». La musique techno est longtemps marginalisée par les tenants de la culture de masse, notamment américains, en partie du fait que ses musiciens et ses producteurs américains étaient noirs. Les similarités historiques des courants techno, jazz et rock 'n' roll d'un point de vue ethnique ont souvent été débattues par les amateurs et les musiciens. En Angleterre et en France, la musique techno est également marginalisée pendant plusieurs années, souvent associée aux rave parties puis aux free parties, et à la consommation de psychotropes. La musique techno révolutionne d'autre part le monde de la musique par son côté libre et anti-commercial : Jeff Mills refuse toujours de signer sur une major et le label symbolique de la techno de Détroit se nomme précisément Underground Resistance. Depuis sa création en 1989, ce label met toujours en avant une production musicale autarcique et indépendante, ainsi qu'un anonymat revendiqué, au détriment d'un succès commercial. Certains DJ ont souhaité faire tomber le « star-system » musical en jouant cachés de leur auditoire. Ainsi les Daft Punk ont longtemps conservé cet esprit en ne souhaitant pas apparaître dans leurs vidéoclips[réf. nécessaire].
Devenu politiquement correct et récupéré par l'industrie du disque, le terme « techno » est ensuite utilisé de façon abusive pour désigner l'ensemble des musiques électroniques de danse sans distinction. Les journalistes spécialisés et les amateurs du genre sont en général prudents quant à l'utilisation du terme, soucieux de l'amalgame qui peut être fait avec les autres styles de musiques électroniques, très distincts les uns des autres. À l'heure actuelle[Quand ?], l'étiquette electro tend à remplacer dans les grands médias ce que le terme techno désignait pour le grand public, sans doute à cause de la très forte imprégnation des années 1990 sur ce dernier[réf. nécessaire] et également du fait de la complexité de ce style musical, tant dans les limites de sa définition que dans ses méthodes d'élaboration.

### Filmographie
Par ordre chronologique croissant :
- Techno Trance, documentaire TV réalisé par Christoph Dreher, 1992. Ce reportage est le premier de la série de documentaires musicaux Lost in Music, diffusés initialement sur Arte entre 1993 et 1998.
- Distance to Technoland, documentaire réalisé par Jean-Jacques Flori et Martin Meissonnier, Canal+, 1996.
- Universal Techno, documentaire réalisé par Dominique Deluze, La Sept/Arte, 1996.
- Global mix : l'histoire de la techno, documentaire réalisé par Arnaud Legoff, Agence CAPA, 2000.
- Frankie Wilde (It's all gone Pete Tong), film de fiction réalisé par Michael Dowse, retraçant l'histoire du DJ fictif Frankie Wilde devenu complètement sourd mais revenu néanmoins à son métier, 2004.
- High Tech Soul - The Creation of Techno Music, documentaire réalisé par Gary Bredow, 2006.
- Berlin Calling, fiction réalisée par Hannes Stöhr, narrant l'histoire du DJ et compositeur fictif Ickarus (incarné par Paul Kalkbrenner qui signe également la bande-originale), aux prises avec la toxicomanie et la psychiatrie, 2008.
- Speaking in Code, documentaire réalisé par Amy Grill sur les artistes techno Modeselektor, Wighnomy Brothers, Philip Sherburne, Monolake et David Day, 2009.
- Paris/Berlin : 20 years of underground techno, documentaire réalisé par Amélie Ravalec, Les Films du Garage, 2012.
- Kvadrat, documentaire réalisé par Anatoly Ivanov sur les réalités de DJing techno, prenant pour exemple DJ Andrey Pushkarev, 2013.
- Sous le donjon de Manu le Malin, documentaire de Mario Raulin sur les origines du festival Astropolis et la vie du DJ Manu le Malin, 2016.